# 田中オブ東京
田中オブ東京（たなかオブとうきょう、Tanaka of Tokyo）は、アメリカ合衆国ハワイ州オアフ島ホノルル市のレストランチェーン。

## 概要
1978年に創業し、現在ホノルル市内で「イースト」、「ウェスト」、「セントラル」の3店舗を営業している。「Japanese Steak and Seafood」の名の通りに、日本料理風にアレンジした鉄板焼ステーキとシーフードを中心に提供している。客前の鉄板でシェフがナイフとフォークを操り、トークを織り交ぜたショー仕立てで調理することが特徴である。
その味やサービスが評価され、「ファイブスター・ダイヤモンド賞」や「ハレアイナ賞」など、様々な賞を受賞している。来客者には地元住民やアメリカ本土からの観光客が多いほか、日本人客対応として日本語が堪能な店員も多いことから、日本人観光客も多い。

## 店舗
- 「イースト」：2250 Kalakaua Ave., Honolulu, HI 96815
- 「ウェスト」：1450 Ala Moana Blvd., 4th Floor, Honolulu, HI 96814（「アラモアナセンター」4階）
- 「セントラル」：131 Kaiulani Ave., Honolulu, HI 96815